# Haloxylon stocksii
Haloxylon stocksii är en amarantväxtart som först beskrevs av Pierre Edmond Boissier, och fick sitt nu gällande namn av George Bentham och Joseph Dalton Hooker. Haloxylon stocksii ingår i släktet Haloxylon och familjen amarantväxter. Inga underarter finns listade i Catalogue of Life.